# Казимир Елжановски
Казимир Юлиевич Елжановски (на руски: Казимир Юльевич Эльжановский) (на полски: Kazimierz Michał Andrzej Elżanowski) е руски офицер от полски произход, генерал от пехотата. Участник в Руско-турската война (1877 – 1878).

## Биография
Казимир Елжановски е родена на 4 март 1832 г. в шляхтишкото семейство на Франчишка Барбара (с родова фамилия Шчанецка) и Юлиан Елжановски. Има по-малък брат Станислав. На 15 януари 1874 година сключва брак с Емилия Людвика, дъщеря на Игнаци Вендорф и Людвика Заремба.
Ориентира се към военното поприще. Служи в Руската императорска армия от 1851 г. Завършва 1-ви кадетски корпус и е произведен в първо офицерско звание подпоручик с назначение за командир на рота в 98-и Дерптски полк (1854).
Участва в Кримската война от 1853-1856 г. и в потушаването на Полското въстание (1863-1864). Повишен е във военно звание полковник (1867). Служи в 5-и Калужки пехотен полк и запасните войски (1871-1876). Командир на 5-и Калужки пехотен полк от 1876 г
Участва в Руско-турската война (1877 – 1878) като командир на 5-и Калужки пехотен полк. Проявява се с основен принос при превземането на Ловеч на 22 август 1877 г. Награден е с Орден „Свети Георги“ IV ст. и е повишен във военно звание генерал-майор. В състава на отряда на генерал-майор Михаил Скобелев участва в третата атака на Плевен. Контузен е при атаката на Зелените хълмове на 27 август. Командир на 1-ва бригада от 2-ра пехотна дивизия, която участва в обсадата на Плевен. 
След войната е командир на 1-ва бригада от 17-а пехотна дивизия и 2-ра бригада от 17-а пехотна дивизия (1878-1889). Повишен е във военно звание генерал-лейтенант от 1888 г. Командир на 34-та пехотна дивизия (1890-1893). Повишен във военно звание генерал от пехотата от 16 април 1893 г. 
Умира на 29 ноември 1904 г. в Санкт Петербург. Погребан е във Варшава.